# Raionul Vigoda, județul Ovidiopol
Raionul Vigoda a fost unul din cele patru raioane ale județului Ovidiopol din Guvernământul Transnistriei între 1941 și 1945.